# Fisoglènids
El fisoglènids (Physoglenidae) són una família d'aranyes araneomorfes, descrita per A. Petrunkevitch el 1928.
La majoria de referències havien inclòs la família dins dels sinotàxids (Synotaxidae) fins que un estudi taxonòmic recent de Dimitrov et al, l'any 2016, va considerar que formaven un clade diferenciat i el grup va passar formar una nova família. Havia estat com una subfamília dins dels fòlcids (Pholcidae), i fou transferida dels Pholcidae als Synotaxidae per Forster, Platnick i Coddington l'any 1990. Fou elevada al rang de família independent per Dimitrov et al.
Les espècies d'aquesta família es troben a Nova Zelanda, Austràlia i Xile.

## Gèneres
Segons el World Spider Catalog amb data de 3 de gener de 2019, dins d'aquesta família hi ha reconeguts 13 gèneres i 72 espècies:
- Calcarsynotaxus Wunderlich, 1995
- Chileotaxus Platnick, 1990
- Mangua Forster, 1990
- Meringa Forster, 1990
- Microsynotaxus Wunderlich, 2008
- Nomaua Forster, 1990
- Pahora Forster, 1990
- Pahoroides Forster, 1990
- Paratupua Platnick, 1990
- Physoglenes Simon, 1904
- Runga Forster, 1990
- Tupua Platnick, 1990
- Zeatupua Fitzgerald & Sirvid, 2009